# Sabsko kraljestvo
Saba (giz ሳባ, Saba, arabsko سبأ, Sabaʾ, starojužnoarabsko  S-b-ʾ, hebrejsko שבא, Šəḇā, starogrško Σαβα) je antično kraljestvo, ki je obstajalo med 1000 pr. n. št. in 400 n. št.. To kraljestvo je omenjeno v Bibliji (Stara zaveza) in Koranu. Prava lega tega starodavnega kraljestva je še danes sporna, številni novejši dokazi gredo v prid tezi, da je bil to Jemen v Južni Arabiji, nekateri znanstveniki pa menijo, da je to bilo v Eritreji ali Etiopiji.

## Zgodovina
Sabejci, antični semitski narod iz Južne Arabije, je okoli leta 1000. pr. n. št. osnoval svojo sužnjelastniško državo Sabsko kraljestvo, z glavnim mestom Marib. Sabsko kraljestvo se je nahajalo na kraju, ki se danes imenuje Asir v jugozahodnem Jemnu. Obstaja verjetnost, da je bilo glavno mesto kraljestva v začetku Sirva, a je to zelo hitro postal Marib.
Bogastvo te države je temeljilo na kmetijstvu in visoko razviti tehniki namakanja (jez Marib), ter na trgovini s kadilom, začimbami, zlatom in slonovini. Sabejci so bili posredniki med Sirijo, Mezopotamijo, Egiptom, Etiopijo, Indijo in kasneje tudi grško-rimskim svetom.
Prva pisana sled o Sabskem kraljestvu je najdena v nekem poročilo iz Hadite (Irak), v njem guverner mest Sukur in Mari piše, da je bila v sredini stoletja pr. n. št. pri Hindanu (blizu Abu Kemala) neka karavana iz Sabe in Teme napadena.
Znano je, da je sabski vladar Jitamar Vatar I., ki je vladal okoli leta 715. pr. n. št., uspel odvzeti nekatera ozemlja Kraljestvu Kataban – področje južno od Sabe, svoj vpliv pa je razširil tudi na sever, na al-Džauf, po zmagi pri Kaminahu. Kmalu je Sabsko kraljestvo izgubilo Kataban od kraljestva Ausan (ki se je razprostiralo na istem ozemlju). Po tem je kralj Karibil Vatar I. uspel (okoli leta 685. pr. n. št.) v nekaj pohodih pokoriti sosednje Kraljestvo Ausan, katerega ozemlje je bilo, ob vazalnem Katabanu in Najranu, pomembno za nadzor trgovine s kadilom. Razen trgovine s kadilom, je Sabsko kraljestvo nadzorovalo še pomorsko trgovino z obalami Vzhodne Afrike. V tem času je Sabsko kraljestvo uspelo osnovati svoje trgovske kolonije po etiopski provinci Tigra in v Eritreji. Iz njih se je najverjetneje rodila mešana kultura, ki je bila temelj sabejsko-etiopskega kraljestvo Damot (D'mt), ki je kasneje, od 1. stoletja, postalo Aksumsko kraljestvo.
Za izboljšanje pogojev za življenje prebivalcev Sabe, je bil v 6. stoletju ali 4. stoletju pr. n. št. zgrajen slavni jez Marib. S pomočjo tega jezu so namakali obsežna puščavska ozemlja na robu puščave Rub al-Hali, kar je pomembno prispevalo k porastu prebivalstva Sabe. V drugi polovici 6. stoletja (po Hermann von Wissmannu) ali v 4. stoletju pr. n. št. (po Kennethu A. Kitchenu), je Sabski kralj Jiti'amar Bajin II. uspel dokončati jez Marib, a je izgubil Minejsko kraljestvo (Ma'in) in verjetno tudi Najran.

### Postopna izguba prevlade
V 4. stoletju pr. n. št. so se do tedaj vazalna sabska kraljestva Minejsko (Ma'in), Kataban in Hadramaut uspela osvoboditi, na ta način je Sabsko kraljestvo začasno izgubilo nadzor nad Potjo kadila. V času rimskega cesarja Avgusta je bila organizirana odprava, ki bi morala priti do Sabskega kraljestva. Vodil jo je leta 25. pr. n. št. Aelius Gallus, rimski prefekt Egipta, ki je uspel priti do glavnega sabskega mesta Marib, a se je moral umakniti zaradi pomanjkanja vode in bolezni. Vrhunec svoje moči je Sabsko kraljestvo doseglo leta 225, ko je kralju Šairumu Avtaru uspelo ponovno zavzeti Hadramaut in ponovno zagospodariti Poti kadila.

### Padec pod Himdžar in konec moči Sabskega kraljestva
S spremembami trgovskih poti, ki so se zgodile v začetku 1. stoletja, so obalna področja Jemna pridobila na pomenu. Posebej pomemben je postal rog Arabskega polotoka in Himdžarsko kraljestvo, ki ga je kontroliralo.
Zgodovinar Kenneth A. Kitchen meni, da sta bila Himdžarsko in Sabsko kraljestvo od leta 1 – 140  v nekakšni vrsti unije, a se je istočasno dogajal tudi razpad Sabskega kraljestva na več plemenskih klanov in dinastij.
Od 2. stoletja je Kraljevina Himjar praktično nadzorovala vse trgovske plovne poti, še vedno pa je staro glavno mesto Marib ostalo versko središče Sabe. V sabsko-himdžarski bitki pri Hurmatu 248/249 izgleda da nobena stran ni zmagala, a je potem okoli leta 260 Himdžarsko kraljestvo končno pokorilo Sabsko kraljestvo. Himdžariti so se imeli za naslednike Sabejcev, a propada gorskega zaledja niso mogli zaustaviti. Namakalni sistem je razpadel, kar je privedlo do razseljevanja prebivalcev Sabe. Po tem, ko se je nekajkrat porušil zaradi velikih voda in ni bil popravljen, je bil jez Marib končno opuščen in prepuščen propadanju leta 572.
Potem, ko se je leta 517 v Jemnu na oblast povzpel kralj Du Nuvas, in naj bi judovstvo postala uradna vera, je Bizanc želel to preprečiti, zato je ponudil podporo etiopskemu Aksumskemu kraljestvu, da napade dežele Južne Arabije. Aksumski kralj Kaleb je zavzel celoten Jemen leta 525. Tako je bil Jemen krajši čas vazalna država Aksumskega kraljestva. Po tem je Jemen padel pod oblast Sasanidov, okoli leta 660 pa pod oblast Arabcev.

## Sabsko kraljestvo v Bibliji
Najpomembnejša zgodba v Svetem pismu je tista o Sabski kraljici, ki se je pod vplivom novic, ki so prišle do njenega kraljestva, odločila obiskati kralja Salomona v Izraelu.
Ime Saba je navedeno v Stari zavezi na več mestih. Na primer v zgodbi o Noetovih sinovih (1. Mojzesova knjiga 10:7) je naveden Sabejec skupaj z Dedanom, kot potomcem Noetovega sina Hama. V 1. Mojzesovi knjigi (25:3), sta Sabejec in Dedan navedena kot sinova Jokšana, Abrahamovega sina. Nek drug Saba je naveden v 1. Mojzesovi knjigi (10:28) kot sin Joktanov, še en potomec Noetovega sina Šema. Nek drug Sabejec se navaja v Drugi knjigi o Samuelu (20:1-22), on se je uprl kralju Davidu, prebivalci Abela so mu oddrobili glavo in ga vrgli preko mestnega obzidja, da bi rešili svoja življenja. Glede na navedbe etiopske pravoslavne cerkve, je zadnji od treh Sabejcev (Joktanov sin) izvirni prednik semitske komponente v njihovi etnogenezi, medtem ko za Sabta in Sabteka, sinova Kuša, velja da so predniki Kušitov.
Judovsko-rimski zgodovinar Jožef Flavij opisuje mesto, ki ga imenuje Saba, kot kraljevsko mesto v Etiopiji, obdano z obzidjem, za njim perzijski kralj Kambiz II. to mesto imenuje Meroë. Ta pravi: »mesto obkroža Nil, a drugi dve reki, Astapus in Astaboras nudijo zaščito pred tujo vojsko in rečnimi poplavami«. Po Jožefu Flaviju je osvajanje Sabe prineslo veliko slavo mlademu egipčanskemu princu, ki je bil suženjski otrok Mojzesa.

## Arheološke najdbe
Sodobne arheološke najdbe vse bolj podpirajo tezo, da se je Sabsko kraljestvo razprostiralo v gorah Jemna zraven jezu Marib, ki je bil zgrajen pred več kot 2500 leti.
Nekateri znanstveniki mitsko Sabsko kraljestvo umeščajo na jug današnje Saudove Arabije, ter nakazujejo na možno zvezo med narodom Sabejcev, ki so bili iz Južne Arabije in Sabskim kraljestvom.
Po srednjeveški etiopski knjigi Kebra Nagast, se je Sabsko kraljestvo nahajalo v Etiopiji. Zato nekateri znanstveniki umeščajo Sabo na področje severne Tigre in Eritreje (to področje se je nekoč imenovalo Saba (kasneje Meroa), kar je mogoče povezati z biblijsko Sabo. Drugi znanstveniki mislijo, da je bila starodavna Saba antična Ševa (sedanja pokrajina Šoa, kjer leži Adis Abeba) v Etiopiji.